# Anaukpetlun
Anaukpetlun (literalmente "morto no oeste"; 21 de janeiro de 1578 — 29 de maio de 1628) foi um rei da Birmânia do início do século XVII. Neto do rei Bayinnaung, ele pôz fim à anarquia que reinava desde a morte do seu avô na  Birmânia, reunificando-a e restaurando o poder da dinastia Taungû sob o nome de "Dinastia Nyaungyan" ou "Dinastia Taungû restaurada".
Filho do Príncipe Nyaungyan Min da Alta Birmânia, Anaukpetlun lançou uma invasão da Baixa Birmânia, apoderando-se de Prome em 1607 e de Taungû em 1610. Taungû foi atacada em 1612 pelos siameses e os Portugueses, com base em Sirião. Em retaliação, Anaukpetlun sitiou a cidade, então nas mãos do mercenário Filipe de Brito e Nicote. Apoderou-se dela em Setembro de 1613, fazendo empalar Brito e escravizar os sobreviventes Portugueses e eurasiáticos (chamados bayingyi) que  foram transferidos para duas aldeias perto de Shwebo e ficaram a formar um corpo hereditário de artilheiros ao serviço dos reis da Birmânia.
As forças de Anaukpetlun invadiram o Sião no mesmo ano, ocupando momentaneamente o Tenasserim, que no entanto foram obrigados a abandonar no ano seguinte ante uma ofensiva luso-siamesa. Anaukpetlun continuou a afirmar o seu poder sobre a Birmânia, mas foi finalmente morto em 1628 por um de seus filho, que temia ser punido por ter relações com uma das concubinas de seu pai. Seu irmão Thalun sucedeu-lhe no ano seguinte (1629–1648).

## Outros artigos
- Dinastia Taungû